# Eduard von Moeller

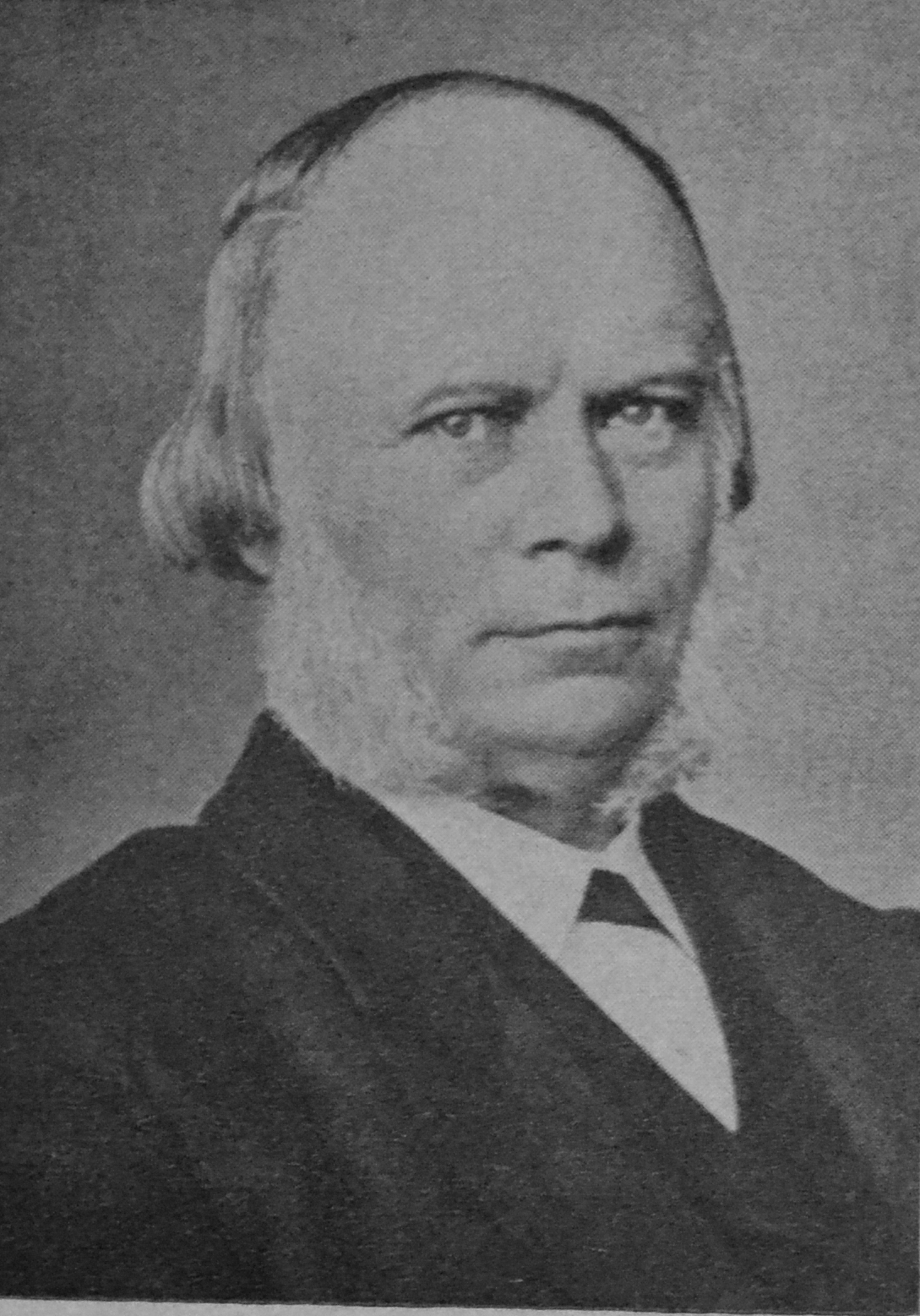
Eduard von Moeller

Eduard von Moeller (auch Möller) (* 3. Juni 1814 in Minden; † 2. November 1880 in Kassel) war ein preußischer Politiker und Beamter. Er war Regierungspräsident in Köln und Kassel sowie Oberpräsident der preußischen Provinz Hessen-Nassau und des späteren Reichslandes Elsaß-Lothringen.

## Herkunft
Er entstammt der Ärztefamilie Moeller, sein Großvater Johann Heinrich Moeller (1723–1789) war Arzt in Bielefeld und lippischer Hofmedikus in Detmold.
Seine Eltern waren Friedrich Wilhelm Moeller (1758–1842, ab 1805 von Moeller, preußischer Adel) und dessen Friederike Woermann (1775–1857), einzige Tochter und Erbin des Großkaufmann und Inhaber der Leinenhandlung Woermann & Co. in Bielefeld Christian Arnold Woermann (1736–1800) und der Francisca Lucia von Laer. Sein Vater war Regierungsmedizinalrat in Minden sowie schaumburg-lippischer Hofrat, Leibarzt und Besitzer der Domäne Schlüsselburg/Weser. Sein Bruder Friedrich Wilhelm von Moeller (1801–1865) war Mitbegründer und Brunnenarzt von Bad Oeynhausen. Seine Schwester Elisabeth war mit dem preußischen Oberpräsidenten in Sachsen und Schlesien Wilhelm Felix Heinrich Magnus von Wedell (1801–1866) verheiratet.

## Leben
Nach dem Gymnasium in Minden und Bielefeld begann er 1832 mit dem Jurastudium an der Ruprecht-Karls-Universität Heidelberg. 1832 wurde er Mitglied des Corps Guestphalia Heidelberg. Bereits im Folgejahr wurden die preußischen Studenten in Süddeutschland von der Regierung zurückgerufen. Er setzte sein Studium zuerst privat und danach an der Friedrich-Wilhelms-Universität in Berlin fort und promovierte zum Dr. iur.
Im Jahre 1835 begann er seine Laufbahn im preußischen Staatsdienst als Auskultator am Gericht in Minden, wechselte 1837 als Referendar nach Paderborn und danach zum Oberpräsidium der Rheinprovinz nach Koblenz. 1840 wurde er Landrat des Kreises Simmern im Hunsrück.
Nachdem er im preußischen Innenministerium die Gemeindeordnung für die Rheinprovinz bearbeitet hatte, wurde er 1844 zum Staatskommissar der Köln-Mindener Eisenbahn-Gesellschaft berufen, gemäß dem Preußischen Eisenbahngesetz fungierte er damit als alleinige staatlicher Ansprechpartner für diese Privatbahn. In der Folge übernahm er diese Position für alle preußischen privaten Eisenbahnen in den westlichen Provinzen. 1848 wurde er Regierungspräsident im Regierungsbezirk Köln und vertrat zudem den Oberpräsidenten der Rheinprovinz. In dieser Zeit lernte er den späteren König und Kaiser Wilhelm I. kennen. 1849 wurde er in das Preußische Abgeordnetenhaus gewählt.
Als das Kurfürstentum Hessen nach dem Deutschen Krieg 1866 von Preußen annektiert wurde, setzte ihn Wilhelm I. dort als Verwalter ein. 1867 wurde er Oberpräsident in der neu geschaffenen Provinz Hessen-Nassau und zugleich Regierungspräsident im Regierungsbezirk Wiesbaden. setzte sich für einen Ausbau des hessischen Eisenbahnnetzes und für die Öffnung der kurfürstlichen Kunstsammlungen für die Allgemeinheit ein.
Nach dem Deutsch-Französischen Krieg wurde von Moeller 1871 Oberpräsident im annektierten Elsass-Lothringen. Er reorganisierte die Verwaltung nach preußischem Muster und bereitete die Umwandlung zum Reichsland vor. Die juristische und die philosophische Fakultät der 1872 eröffneten Universität Straßburg verliehen ihm Ehrendoktorate.

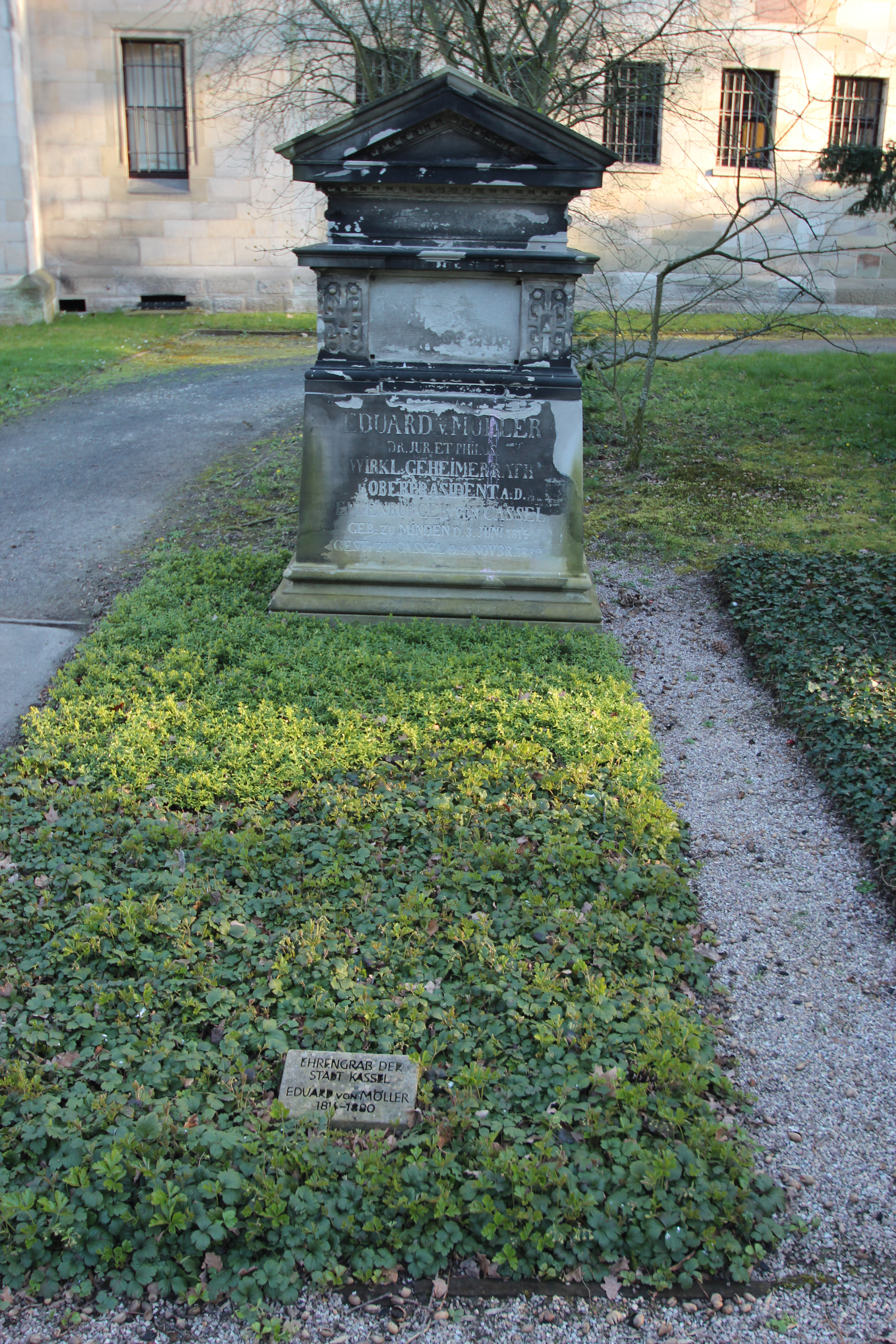
Grab von Eduard von Moeller auf dem Kasseler Hauptfriedhof

1879 schied von Moeller aus dem Staatsdienst aus. Bis zu seinem Tode lebte er in Kassel, das ihn für seine Verdienste um die Stadt zum Ehrenbürger ernannt hatte.